# سبنسر هاويس
سبنسر هاويس (بالإنجليزية: Spencer Hawes)‏ مواليد 28 أبريل 1988، هو لاعب كرة سلة أمريكي يلعب مع فريق لوس أنجلوس كليبرز في الرابطة الوطنية لكرة السلة ويحمل الرقم 10. يبلغ طوله 7 قدم 1 بوصة (2.2 م).

## فرق لعب لها
- سكرامنتو كينغز
- فيلادلفيا سفنتي سيكسرز
- كليفلاند كافالييرز
- لوس أنجلوس كليبرز

## روابط خارجية
- سبنسر هاويس على موقع الاتحاد الدولي لكرة السلة (الإنجليزية)
- سبنسر هاويس على موقع إن بي أي (الإنجليزية)
- سبنسر هاويس على موقع سبورتس رفرنس (الإنجليزية)
- سبنسر هاويس على موقع كرة السلة الأوروبية.كوم (الإنجليزية)
- سبنسر هاويس على موقع DraftExpress.com (الإنجليزية)
- سبنسر هاويس على موقع إي إس بي إن.كوم (الإنجليزية)
- سبنسر هاويس على موقع كلية كرة السلة في سبورتس رفرنس.كوم (الإنجليزية)
- سبنسر هاويس على موقع ريلجم (الإنجليزية)
- سبنسر هاويس على موقع بروبوليرز (الإنجليزية)
- سبنسر هاويس على موقع سبورتس رفرنس (الإنجليزية)